# メンタルメイクセラピスト
メンタルメイクセラピストは、公益社団法人顔と心と体研究会（理事長 内田嘉壽子/かづきれいこ）が運営する民間資格。
実際に人にメイクアップやスキンケアなどの美容を業として行うことになれば、国家資格である厚生労働省管轄の業務独占資格（国家資格）美容師免許が必要となる。美容師免許を取得していなければ、メイクボランティアもすることはできない。
また、症状を聞くための問診は医師免許が必要となり、医師法に基づく。メンタルケアや、カウンセリングを行うのも、専門の資格が必要となる。